# ريبيكا ليم
ريبيكا ليم (بالصينية: 林慧玲؛ بالإنجليزية: Rebecca Lim) هي ممثلة سنغافورية، ولدت في 26 سبتمبر 1986 في سنغافورة.

## وصلات خارجية
- ريبيكا ليم على موقع IMDb (الإنجليزية)
- ريبيكا ليم على موقع قاعدة بيانات الفيلم (الإنجليزية)